# Charles Henry Chase
De Amerikaanse officier Charles Henry Chase (14 augustus 1910 – Andrews Air Force Base, Florida, 12 maart 1981) werd op 14 november 1946 bij Koninklijk Besluit door Koningin Wilhelmina der Nederlanden benoemd tot Ridder in de Militaire Willems-Orde.
Luitenant-kolonel Chase was deel van het 506th Parachute Infantry Regiment, 101st Airborne Division, een luchtlandingseenheid die in Brabant vocht.

Tijdens de gevechten van de 101st Airborne Division in de periode van 17 september tot 4 oktober 1944 heeft Charles Chase, zo vermeldt het Koninklijk Besluit, 
"zich in den strijd door het bedrijven van uitstekende daden van moed, beleid en trouw op de volgende wijze onderscheiden:
Op 25 september 1944 waren machtige vijandelijke Duitsche strijdkrachten erin geslaagd den van vitaal belang zijnden grooten weg tusschen Veghel en Uden af te snijden; de vijand beproefde toen de stad Uden te veroveren.
Zich rekenschap gevende van het belang van deze positie voor de geheele operatie, organiseerde Lieutenant-Colonel Chase onmiddellijk verschillende kleine groepen van de Britsche en Amerikaansche strijdmacht tot een eenheid waarmede wat kon worden bereikt.
Onder een intens vuur van artillerie, mortieren en kleine wapens, slaagde Lieutenant-Colonel Chase er in zijn mannen te deployeren in defensieve posities. Daarna zond hij aanvallende patrouilles uit.
Als gevolg van zijn gezond tactisch oordeel, vakbekwaamheid, onvermoeide inspanning van krachten en volkomen veronachtzaming van zijn persoonlijke veiligheid, slaagde Lieutenant-Colonel Chase er in elken aanval op groote schaal te verijdelen en aldus de stad Uden te behouden.
Door zijn persoonlijken moed en onbezweken overgave aan zijn plicht was Lieutenant-Colonel Chase een voorbeeld van militaire plichtsbetrachting in den hoogsten zin des woords.".
- Bron: